# Pseudaulacaspis papayae
Pseudaulacaspis papayae är en insektsart som först beskrevs av Takahashi 1942.  Pseudaulacaspis papayae ingår i släktet Pseudaulacaspis och familjen pansarsköldlöss. Inga underarter finns listade i Catalogue of Life.